# 8811 Waltherschmadel
A 8811 Waltherschmadel (ideiglenes jelöléssel 1982 UX5) a Naprendszer kisbolygóövében található aszteroida. Ljudmila Georgijevna Karacskina fedezte fel 1982. október 20-án.